# Замок Балліовен
Замок Балліовен (англ. Ballyowen Castle, Lucan Castle) — замок Лукан — один із замків Ірландії, розташований в графстві Дублін. Нині в замку розміщений медичний центр.

## Історія замку Балліовен (Лукан)
Назва замку Лукан походить від ірландського слова «Leamhcán» — Лемкан, що означає «місце під в'язами». Трохи більше сюрреалістична версія походження назви Лукан наводиться в книзі Френсіса Елрінгтона Болла (1906), де стверджується, що назва Лукан означала «місце квітки-зефір».
Замок Лукан розташований 13 кілометрах на захід від центру Дубліна. Його історія починається в часи вторгнення в Ірландію англо-норманських феодалів в 1159 році. Хоча на місці замку виявлені поселення кам'яної та бронзової доби. Місце, де стоїть замок Лукан багате на історичні події. Ще в VII столітті тут стояла фортеця у вигляді кільця, на території фортеці була печера, що нині не є доступною.
Англо-нормани захопили цю землю в 1159 році і оселилися тут, утворивши баронство Лукан. Найдавніші укріплення норманів були побудовані там, де нині паб «Весі армс». Король Генріх II надав землі Лукан Аларду Фітц-Вільяму. Ці землі і замок багато разів змінювали господаря.
Верріс де Піч (англ. Werris de Peche) — володів землями і замком Лукан близько 1200 року.
Роберт де Ноттінгем — володів землями і замком Лукан близько 1300 року.
Сер Томас Рокебі — володів землями і замком Лукан наприкінці XIV століття.
Фітцджеральд Кілдер — володів землями і замком Лукан у 1537 році.
Лорд Сарсфілд — володів землями і замком Лукан до 1718 року. Після цього цими землями і замком володів лорд Весі. Ці два імені стали топоніми, будівлі та об'єкти в околицях і по сей день називаються Сарсфілд та Весі. Місцевий клуб називається Лукан Сарсфілдс.
Будинки давніх епох можна побачити біля замку Лукан в зовсім несподіваних місцях: Руїни церкви Ескер ХІІ століття досі стоять посеред давнього цвинтаря на пагорбі.
Замок Сарсфілд і руїни церкви Пресвятої Богородиці ХІІІ століття знаходяться в задній частині пабу «Весі Армс». На жаль, оглянути їх можна тільки через замкнені ворота.
У XVII столітті був побудований існуючий нині замок Балліовен, що до сих пір використовується як будівля, хоча він був досить сильно перебудований за останні століття. Біля замку нині є медичний центр і торговий центр. Колишній його мешканець Крістофер Тейлор, джентльмен був би досить здивований, якби побачив всю цю забудову.
Частина замку Лукан, що була побудована в 1772 році нині займає резиденція посла Італії, але ховається за стіною вотчини на головній вулиці і не доступна для широкої публіки.
Біля замку були у XVIII столітті час мануфактури, що переробляли льон, бавовну, кукурудзу, зерно. Біля замку було 6 млинів, що використовували як джерело енергії річку Ліффі та її притоки. Ще зберігся млин Шеклтона, який можна побачити з мосту Ліффі.
Крім того біля замку у XVIII столітті були лікувальні мінеральні води. Це почалося тоді, коли біля замку були знайдені сірководеневовмісні джерела у 1758 році. Про ці джерела згадує Джон Ратті у своїй книзі «Есей про природничу історію графства Дублін» (1772), де пише, що води біля замку Лукан мають лікувальні властивості. Ці води були в свій час дуже популярні, хоча їх цілющі властивості були перебільшені. У 1881 році до замку Лукан була прокладена колія — їздив паровий трамвай. Поява парового трамваю зробила замок Лукан і його води дуже популярними. У 1900 році цей трамвай став електричним. Колійне сполучення з замком Лукан проіснувало до 1947 року.